# Lothar Höbelt
Lothar Alexander Höbelt (* 30. Juni 1956 in Wien) ist ein österreichischer Historiker und war außerordentlicher Professor für Neuere Geschichte an der Universität Wien.

## Ausbildung und Tätigkeit als Historiker
Höbelt wurde 1956 als Sohn eines Verlagsdirektors und einer Kanzleileiterin in Wien geboren. Nach der Volksschule absolvierte er 1974 mit Matura das Gymnasium BRG Wien XII in seiner Geburtsstadt und studierte von 1974 bis 1981 Geschichte, Wirtschaftsgeschichte und Anglistik an der Universität Wien. Ab dem Wintersemester 1980/81 nahm er die Stelle eines Studienassistenten ein. 1981 promovierte Höbelt mit dem Thema Studien zu den Voraussetzungen der britischen Appeasement-Politik 1937–1939 bei Heinrich Lutz und Adam Wandruszka mit der in Österreich höchstmöglichen Auszeichnung „Sub auspiciis Praesidentis“. Höbelt blieb Assistent unter Heinrich Lutz; nach dessen Tod 1986 wurde er Wolfdieter Bihl zugeteilt und habilitierte sich 1991 mit der Schrift Kornblume und Kaiseradler, einer Arbeit über die deutschfreiheitlichen Parteien Altösterreichs 1882–1918. Damit bekam er die venia legendi für Neuere und Neueste Geschichte zugeteilt.
Nach längeren Aufenthalten in Großbritannien und den USA, unter anderem als Gastdozent an der University of Chicago 1992, bestellte die Universität Wien ihn 1997 zum außerordentlichen Professor für Neuere Geschichte. Parallel zu seinem Lehrauftrag an der Universität Wien nahm und nimmt Höbelt weitere Lehraufträge an in- und ausländischen Institutionen wahr: So war er unter anderem Lehrbeauftragter der Summer School der University of New Orleans (1988–1993) und am Linfield College (Austro-American Institute of Education, 1991–1994). Seit 2001 ist Höbelt auch Vortragender an der Theresianischen Militärakademie in Wiener Neustadt.
Seine Forschungsschwerpunkte sind die österreichische, deutsche und britische Politik- und Verfassungsgeschichte des 19. und 20. Jahrhunderts sowie der Dreißigjährige Krieg. Zu diesen Themen und zur Geschichte des Deutschnationalismus in Österreich hat Höbelt eine Reihe von Büchern und Aufsätzen veröffentlicht.
Höbelt ist einer der Vizepräsidenten der Direktion der International Commission for the History of Representative and Parliamentary Institutions. Seit 1985 gehört er der Commission Autrichienne d’Histoire Militaire und seit 1997 der Vereinigung für Verfassungsgeschichte an. Er ist einer der Vizepräsidenten der Internationalen Kommission zur Geschichte des Ständewesens und der Parlamente und Beiratsmitglied der wissenschaftlichen Fachzeitschriften International History Review (2000–2003) und War in History (seit 1996). Überdies wurde er Mitglied des wissenschaftlichen Beirats des Museums des Dreißigjährigen Krieges in Wittstock/Dosse.
2005 war er Mitverfasser einer Gedenkschrift für Wolfgang Venohr.
Zu seinem 50. Geburtstag 2006 gaben mehrere bei Höbelt promovierte Historiker und Studenten eine Festschrift für ihn heraus. Diese enthält 33 wissenschaftliche Beiträge, wobei sich der Bogen von Kaiser Ferdinand III. bis Jörg Haider spannt.
Für das Jahrbuch 2007/2008 des Karl von Vogelsang-Instituts zur Erforschung der Geschichte der Christlichen Demokratie in Österreich, das der ÖVP nahesteht, verfasste Höbelt einen Beitrag über den ÖVP-Politiker und früheren Vize-Kanzler Hermann Withalm. Bei einer Veranstaltung der Politischen Akademie der ÖVP im Mai 2010 referierte er über sein Verständnis des Liberalismus.
Höbelt verfasste zahlreiche Biografien für folgende Werke: Neue Deutsche Biographie, Österreichisches Biographisches Lexikon, Ostdeutsche Gedenktage und Dictionary of Early Modern Europe.
2021 wurde er an der Universität Wien pensioniert.

## Funktionen und Tätigkeiten im Umfeld von FPÖ und AfD
Höbelt war in den 1990er Jahren Berater, nach eigenen Angaben aber nie Mitglied der FPÖ. Von 1992 bis 2002 war er Konsulent der Parteiakademie der FPÖ (bis 2000 Freiheitliches Bildungswerk, danach Freiheitliche Akademie) und von 2000 bis 2002 deren wissenschaftlicher Leiter. Zudem war er Mitautor des FPÖ-Parteiprogramms von 1997, das politische Ideen Jörg Haiders enthielt. Höbelt ist stellvertretender Vorsitzender der parteiunabhängigen Genius-Gesellschaft für freies Denken. Diese wurde 1997 von FPÖ-Anhängern gegründet, die sich als Nationalliberale verstehen.
Im Jahr 2001 widersprach Höbelt in einem Aufsatz der Analyse des Politikwissenschaftlers Anton Pelinka, nach der die FPÖ-Wähler zu den „Modernisierungsverlierern“ gehörten: Die Anhänger der von Haider geforderten „Dritten Republik“ seien mehrheitsfähig.
Er stand damals politisch der Vizekanzlerin Susanne Riess-Passer nahe und brach nach der Knittelfelder FPÖ-Versammlung 2002 mit Haider, dem er Stimmenverluste und Spaltungstendenzen der FPÖ anlastete. Höbelt befürwortete die schwarz-blaue Koalition zwischen ÖVP und FPÖ und rief dazu auf, „blaue Leihstimmen“ für den damaligen Bundeskanzler Wolfgang Schüssel abzugeben. Höbelt sprach sich 2005 gegen die Abspaltung des BZÖ aus, trat jedoch 2006 gemeinsam mit Hans Pretterebner in ein Personenkomitee für Veit Schalle (BZÖ) ein, um durch den Einzug des BZÖ in den Nationalrat eine parlamentarische Mitte-rechts-Mehrheit zu gewährleisten. Er definierte seinen politischen Standort an „der Schnittstelle von schwarz, blau und orange“.
Nach dem Tod Jörg Haiders im Oktober 2008 bezeichnete Höbelt ihn als „neben Bruno Kreisky zweifellos das größte politische Talent der Zweiten Republik“ und befürwortete die Wiedervereinigung von FPÖ und BZÖ, die partiell im Dezember 2009 eintrat.
Im Bundespräsidentschaftswahlkampf 2010 war Höbelt Mitglied des Personenkomitees der FPÖ-Kandidatin Barbara Rosenkranz. Im Verlauf dieser Unterstützung bezeichnete er das NS-Verbotsgesetz 1947 „aus liberaler Sicht“ als „ein Ärgernis“, da dieses aktuell vor allem „Gesinnung“ bestrafe und damit „aus dämlichen Krakeelern Märtyrer der Meinungsfreiheit“ mache. Gegen Höbelts Einsatz für Rosenkranz protestierte u. a. die damalige Hochschülerinnen- und Hochschülerschaft an der Universität Wien.
Nach dem Scheitern von Koalitionsverhandlungen zwischen FPÖ und ÖVP im Februar 2025 bezeichnete Höbelt FPÖ-Obmann Herbert Kickl als „das beste Pferd der Linken“ und nannte ihn „Alberich von Radenthein“, das Verhalten Kickls bei den Verhandlungen lasse sich logisch nicht erklären. Man könne nur den Schluss ziehen, Kickl wolle offenbar nicht regieren. Die Wähler der FPÖ würden nun „ihre Hoffnungen enttäuscht sehen, eine Regierung ohne linke Beteiligung im Amt zu sehen“. Gründe, die FPÖ erneut zu wählen, seien nun „entfallen“: „Wozu soll man eine Partei wählen, zumindest auf Bundesebene, die ohnehin nur kneift, sobald sie die Chance erhält, ihre Vorstellungen umzusetzen?“
Höbelt ist Mitglied im Kuratorium der AfD-nahen Desiderius-Erasmus-Stiftung.

## Umstrittene Publikationen und Aussagen
In der Medienöffentlichkeit tritt Höbelt immer wieder als Kenner und Vertreter des sogenannten Dritten Lagers auf, dem sich in Österreich die Deutschnationalen und Nationalliberalen zugehörig fühlen.
Er veröffentlichte 1987 einen Aufsatz zur Waldheim-Affäre, in dem er Medienberichten über eine mögliche Beteiligung Kurt Waldheims an Kriegsverbrechen und Judendeportationen entgegentrat. Er publizierte in der von Andreas Mölzer herausgegebenen FPÖ-nahen Zeitschrift Zur Zeit. Darüber hinaus verfasste er häufig Beiträge für Die Aula, eine vom DÖW als rechtsextrem eingestufte Zeitschrift. 1995 gab er zusammen mit Andreas Mölzer ein FPÖ-Jahrbuch heraus, das auch einen Beitrag des Politologen Werner Pfeifenberger mit antisemitischen Passagen enthielt. 1997 war er Mitherausgeber einer Festschrift für den rechtsextremen Politiker Otto Scrinzi; 1998 verfasste er einen Beitrag zu einer Festschrift für den Holocaustleugner David Irving. Dessen revisionistische und holocaustleugnende Thesen bezeichnete Höbelt als „historische Diskussionen“, die unzulässig durch staatliche Gerichte entschieden würden.
Bei der Vergabe des Gerhard-Löwenthal-Preises an den revisionistischen Historiker Stefan Scheil im Dezember 2005 trat Höbelt als Laudator auf. In seiner Ansprache sagte er unter anderem, die heute „gängigen populären Darstellungen“ zur Entstehung des Zweiten Weltkriegs unterschieden sich „nur unwesentlich“ von der von Joseph Goebbels gelenkten NS-Propaganda.
Im April 2005 war Höbelt neben Otto Scrinzi und Herbert Fleissner Referent bei einer Diskussionsveranstaltung der Innsbrucker Burschenschaft Brixia, des Rings Freiheitlicher Studenten und des Freiheitlichen Akademikerverbandes zum Thema 8. Mai 1945 – 60 Jahre Befreiung oder Niederlage. Dort sprach er davon, dass es eine Befreiung nur „für ganz wenige, die aus den Gefängnissen befreit wurden“, gegeben habe, der „Zusammenbruch“ für „uns Deutsche“ hingegen eine Niederlage gewesen sei. Der Begriff „Befreiung“ für das Ende der NS-Herrschaft in Österreich sei erst von einer Generation, die das Kriegsende nicht erlebt hat, aus geschichtspolitischen Motiven eingeführt worden.
Margit Reiter vermerkt in einer Rezension des 2015 erschienenen Buches Höbelts Aufstieg und Fall des VdU. Briefe und Protokolle aus privaten Nachlässen 1948–1955: „Kritisch anzumerken ist auch, dass eine Zuordnung der abgedruckten Dokumente zu den jeweiligen Archivbeständen durch eine mangelhafte Zitierung oft unmöglich ist, sowie eine allzu saloppe Wortwahl, wie beispielsweise die Formulierung ‚flotter Dreier‘ für eine angedachte Koalition der drei Parteien in den 1950er Jahren und ein Hang zu Verharmlosungen, etwa wenn der VdU-Generalsekretär Gordon Gollob als ‚charismatisch‘ charakterisiert wird, ohne Hinweis darauf, dass der gefeierte NS-Kampfflieger nach 1945 wegen ‚neonazistischer Aktivitäten‘ auffiel und (kurzfristig) aus dem VdU ausgeschlossen wurde.“

## Schriften (Auswahl)
- Die britische Appeasement-Politik: Entspannung und Nachrüstung 1937–1939. Österreichischer Bundesverlag, Wien 1983, ISBN 3-215-05237-7, zugleich: Wien, Univ., Diss., 1981.
- Die Bundespräsidentenwahlen in der 1. und 2. Republik (= Sozialwissenschaftliche Studienreihe des Institutes für politische Grundlagenforschung. Band 7). Wien 1986.
- Hrsg. mit Othmar Huber: Für Österreichs Freiheit. Karl Gruber – Landeshauptmann und Außenminister 1945–1953. Haymon Verlag, Innsbruck 1991, ISBN 3-85218-082-1.
- Otto Steinwender. Portrait eines Nationalliberalen. Wien 1992.
- Kornblume und Kaiseradler. Die deutschfreiheitlichen Parteien Altösterreichs 1882–1918. Wien 1992 (Habilitationsschrift; Rezension von Stefan Hofmann).
- Der Vater der Verfassung. Aus den Denkwürdigkeiten Anton Ritters von Schmerling. Wien 1993.
- Anton von Schmerling. Österreichs Weg zur konstitutionellen Monarchie aus der Sicht des Staatsministers Anton von Schmerling. Frankfurt am Main 1994.
- Festschrift für Burghard Breitner. Im Gedenken an einen großen Österreicher. Wien 1994.
- Festschrift für Julius Sylvester. Im Gedenken an einen großen Österreicher. Wien 1994.
- Sacrum Imperium. Das Reich und Österreich 996–1806. Graz 1996 (gemeinsam hrsg. mit Wilhelm Brauneder).
- 1848. Österreich und die deutsche Revolution. Wien 1998.
- Von der Vierten Partei zur Dritten Kraft. Die Geschichte des VdU. Graz, Stocker, 1999. Rezensionsnotiz auf Perlentaucher
- Republik im Wandel. Die große Koalition und der Aufstieg der Haider-FPÖ. München 2001.
- Defiant Populist. Jörg Haider and the Politics of Austria. West Lafayette 2003.
- Landschaft und Politik im Sudetenland. Wien 2004.
- Ferdinand III. 1608–1657. Friedenskaiser wider Willen. Graz 2008.
- Franz Joseph I. Der Kaiser und sein Reich. Eine politische Geschichte. Wien 2009 (Rezensionen: Rainer Blasius, in: FAZ. 9. Juli 2009; Alfred Ableitinger in: H-Soz-u-Kult. 10. März 2010).
- Die Habsburger. Aufstieg und Glanz einer europäischen Dynastie. Stuttgart 2009, ISBN 978-3-8062-2196-1.
- als Herausgeber mit Thomas G. Otte: A Living Anachronism? European Diplomacy and the Habsburg Monarchy. Festschrift für Francis Roy Bridge zum 70. Geburtstag. Wien 2010, ISBN 978-3-205-78510-1.
- als Herausgeber: Aufstieg und Fall des VdU. Briefe und Protokolle aus privaten Nachlässen 1948–1955, Böhlau Verlag, Wien 2015, ISBN 978-3-205-79634-3.
- Von Nördlingen bis Jankau. Kaiserliche Strategie und Kriegführung 1634–1645. (=Schriften des Heeresgeschichtlichen Museums 22) Wien 2016, ISBN 978-3-902551-73-3.
- Die Erste Republik (1918–1938): Das Provisorium. Wien 2018. ISBN 978-3-205-20539-5.
- Die Zweite Republik Österreich und ihre Besonderheiten (= Schriftenreihe des Forschungsinstituts für politisch-historische Studien der Dr.-Wilfried-Haslauer-Bibliothek. Band 76). Böhlau, Wien/Köln 2020, ISBN 978-3-205-21158-7.
- „Größter Fehler ist nervös zu werden“. Seipel, der „Bürgerblock“ und die „Genfer Sanierung“ 1922. Böhlau, Wien-Köln 2023 (= Schriftenreihe des Forschungsinstituts für politisch-historische Studien der Dr.-Wilfried-Haslauer-Bibliothek. Band 84), ISBN 978-3-205-21681-0.
- Freiheitlich. Die Geschichte des Dritten Lagers. Lothar Höbelt im Gespräch. Freilich Verlag, Graz 2023. ISBN 978-3-9505285-2-7.

Festschrift
- Milan Hlavačka u. a. (Hrsg.): "Die Heimstatt des Historikers sind die Archive". Festschrift für Lothar Höbelt. Böhlau, Wien/Köln 2022, ISBN 978-3-205-21563-9.